# Будівля парламенту
Будівля парламенту — адміністративна будівля (або ж комплекс, група таких будівель), що використовується для потреб парламенту — загальнодержавного або регіонального законодавчого органу.

## Список будівель парламентів
Докладніше:Список будівель законодавчих органів

### Європа
- Австрія, Відень: Будівля парламенту Австрії
- Андорра, Андорра-ла-Велья: Каса-де-ла-Валь[ru] (стара будівля парламенту), Нова будівля парламенту Андорри[en] (нова будівля)
- Бельгія, Брюссель: Палац нації[fr]
- Болгарія, Софія: Будівля Народних зборів Болгарії
- Велика Британія, Лондон: Вестмінстерський палац
- Естонія, Таллінн: Замок Тоомпеа
- Ірландія, Дублін: Ленстер-хаус
- Латвія, Рига: Будівля Сейму Латвії (колишній Будинок лівонського лицарства / дворянського зібрання)
- Німеччина, Берлін: Рейхстаг (будівля Федеральних Зборів Німеччини)
- Норвегія, Осло: Будівля Стортингу
- Польща, Варшава: Комплекс будівель Сейму Республіки Польща
- Румунія, Бухарест: Палац Парламенту
- Сан-Марино, Сан-Марино: Палаццо Публіко
- Угорщина, Будапешт: Будівля парламенту Угорщини
- Україна, Київ: Будівля Верховної Ради
- Хорватія, Загреб: Будівля парламенту Хорватії
- Чехія, Прага: Туновський палац[1] (Палата депутатів Парламенту Чеської Республіки), Валдштейнський палац (Сенат)
- Швейцарія, Берн: Федеральний палац Швейцарії[2]
- Швеція, Стокгольм: Будівля Риксдагу

### Азія
- Японія, Токіо: Будівля парламенту Японії

### Австралія і Океанія
- Австралія, Будинок парламенту (Канберра)

## Галерея будівель парламентів

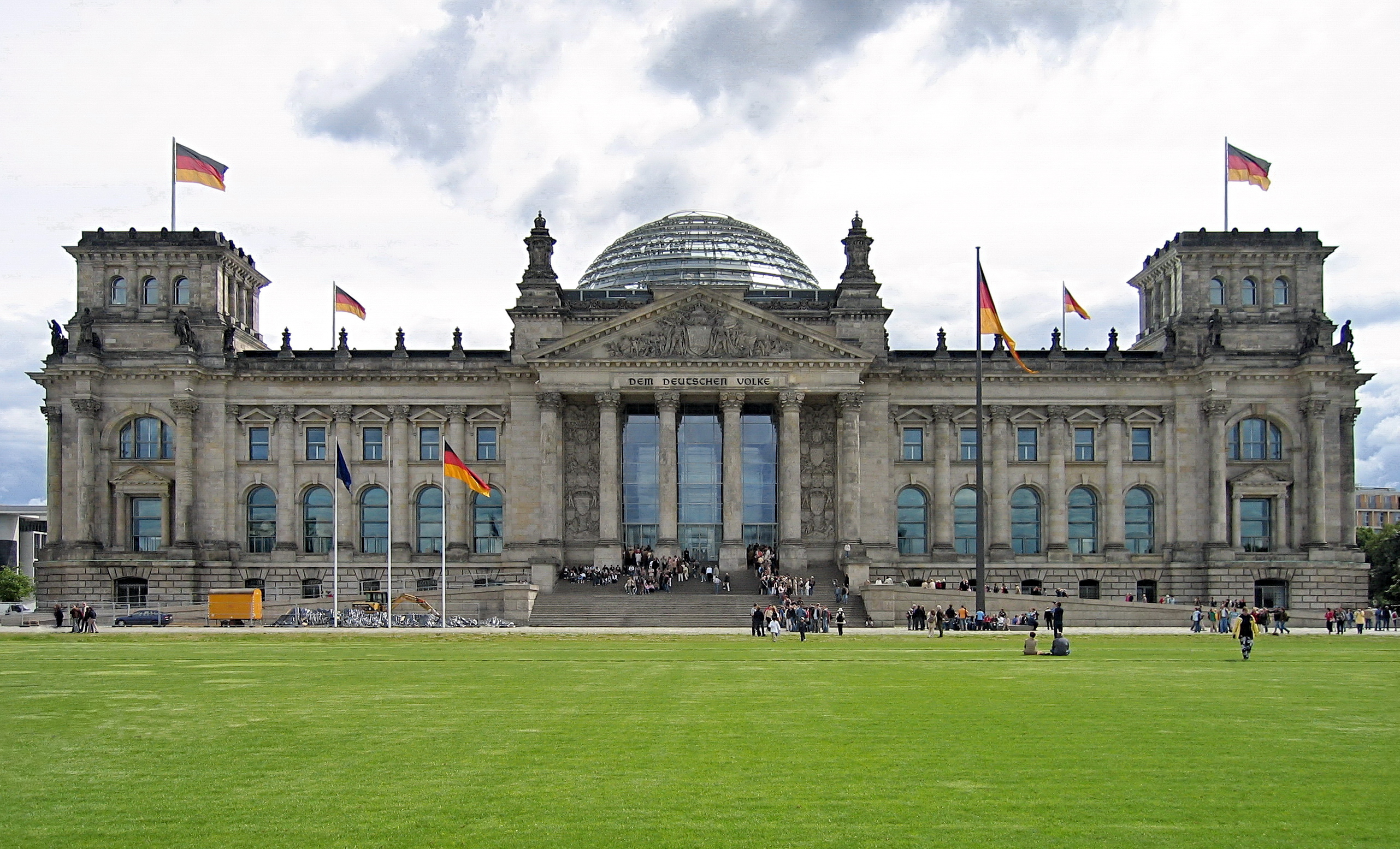
Reichstagsgebäude in Berlin
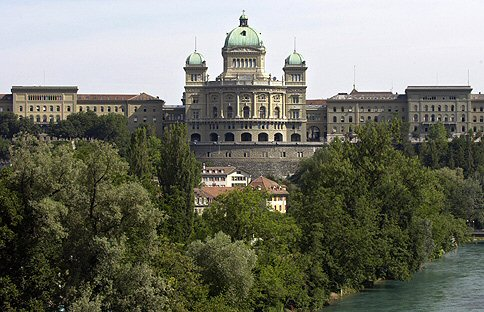
Bundeshaus in Bern
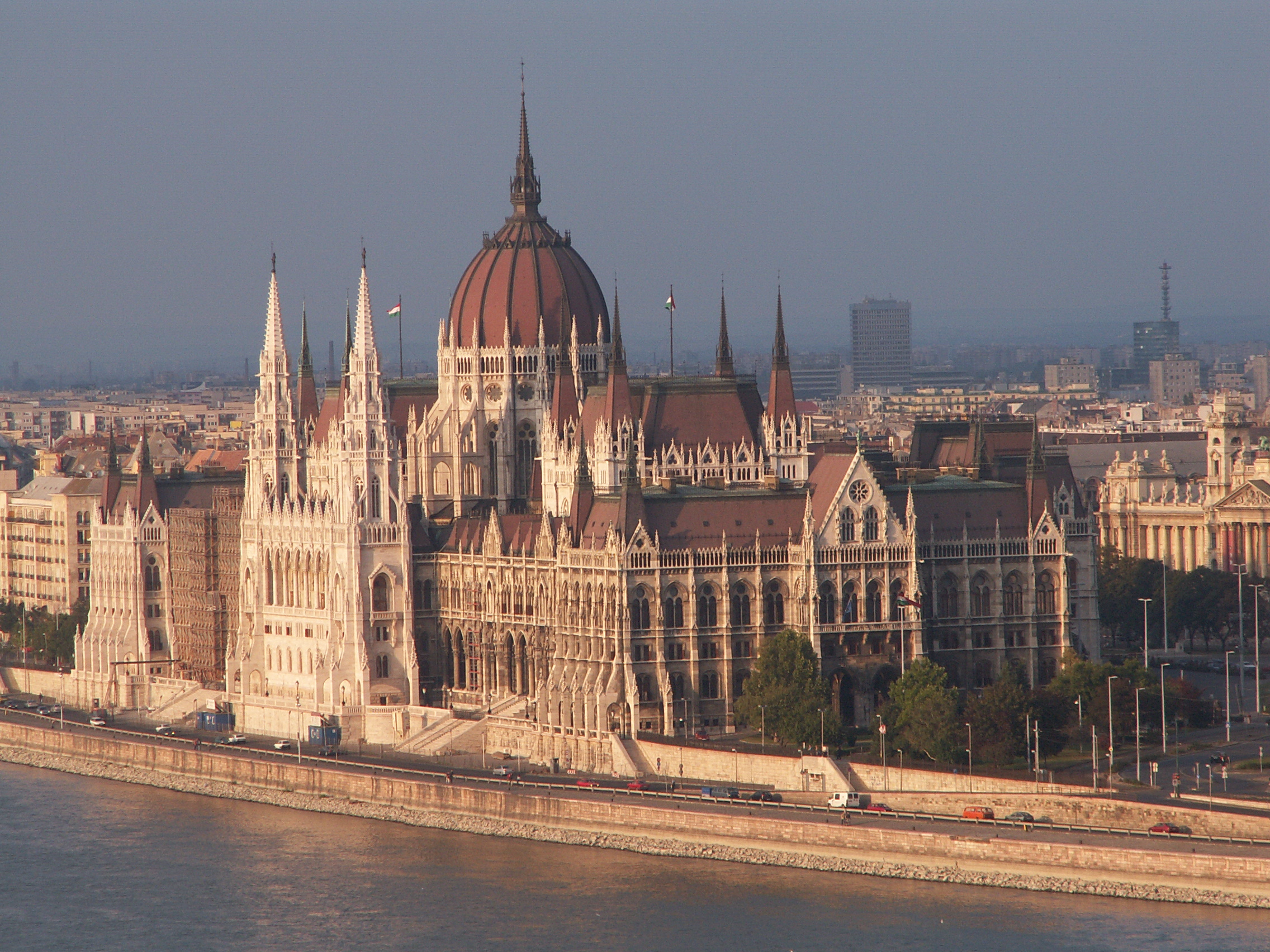
Landeshaus in Budapest
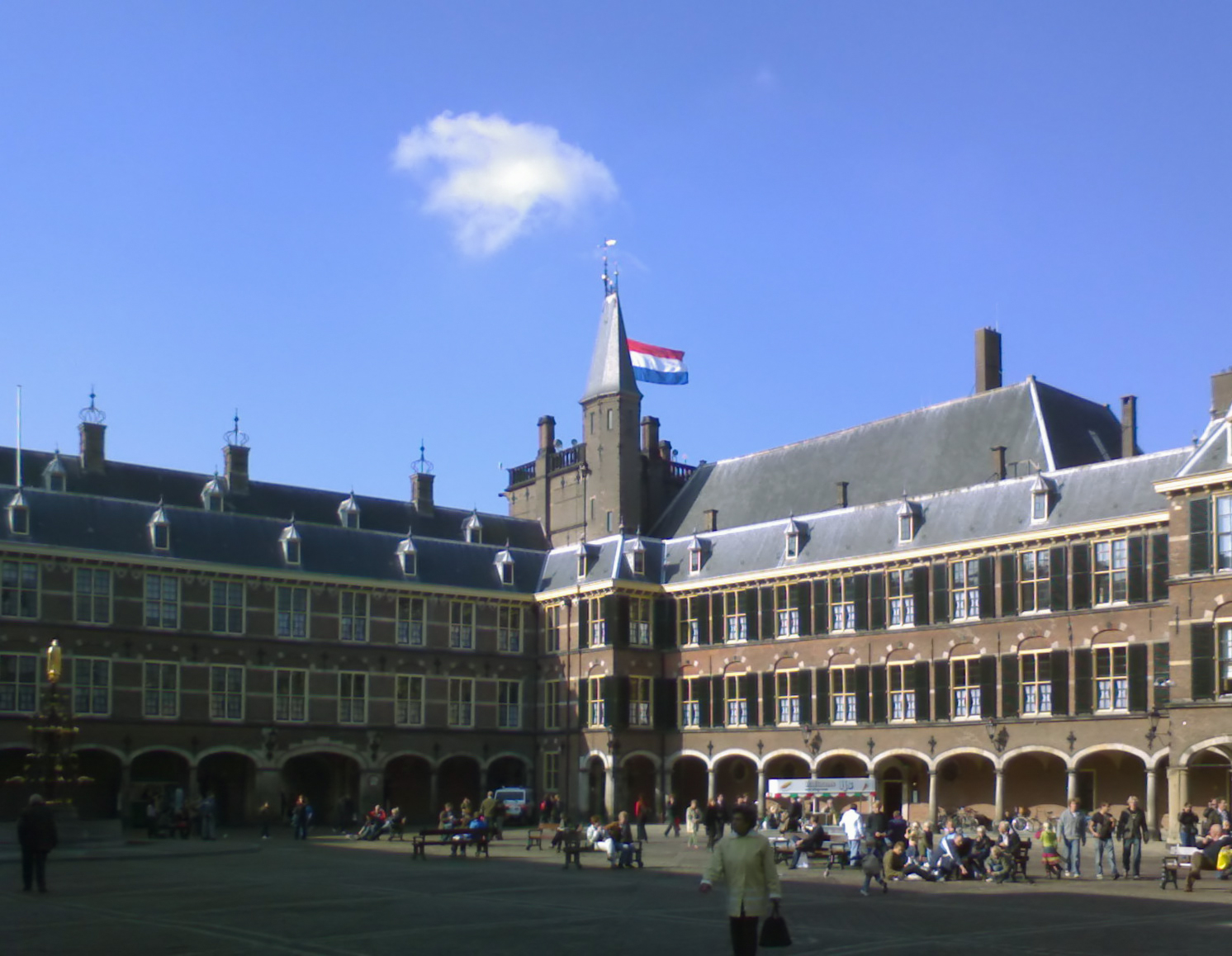
Binnenhof in Den Haag
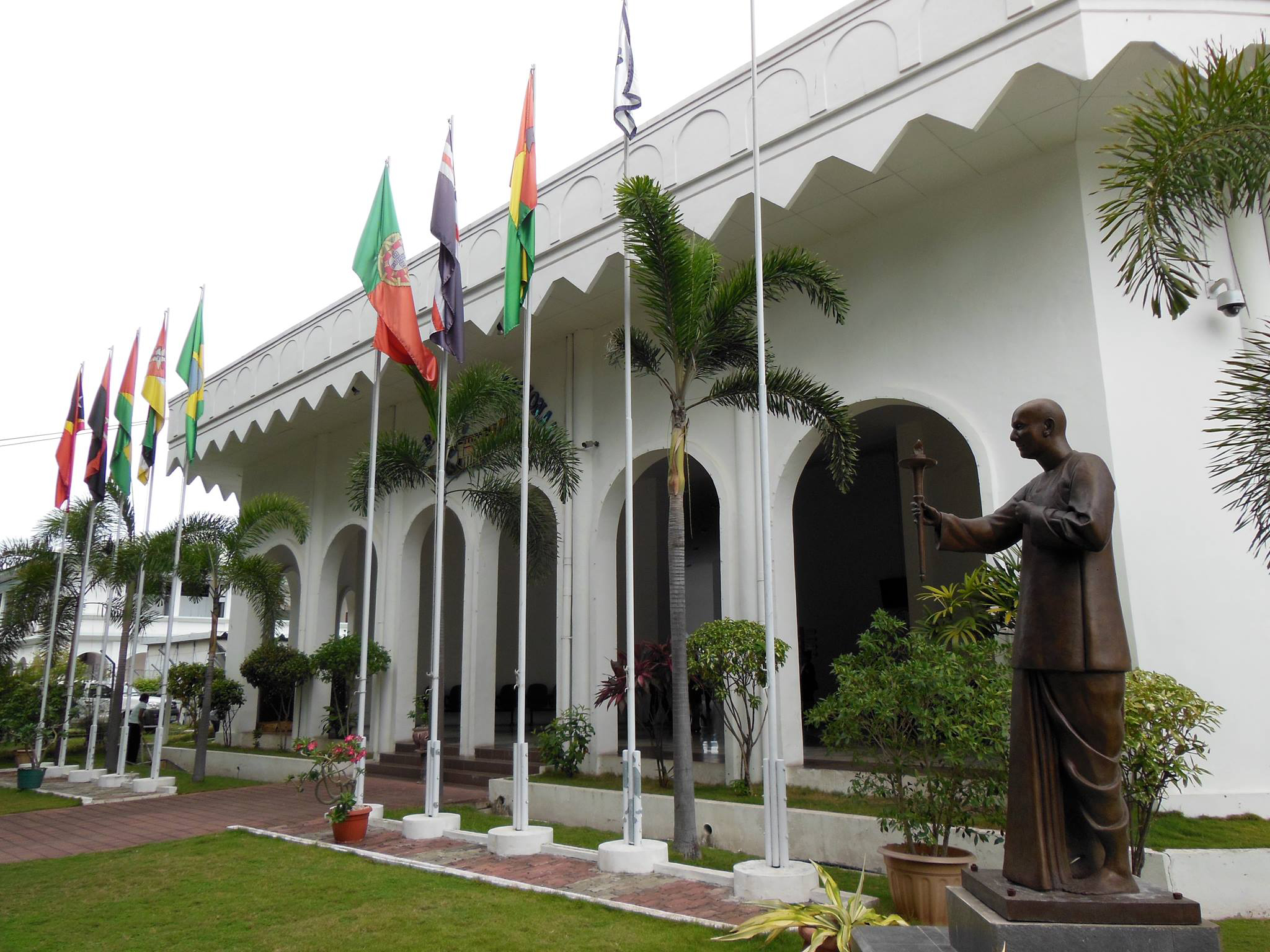
Nationalparlament Osttimors in Dili
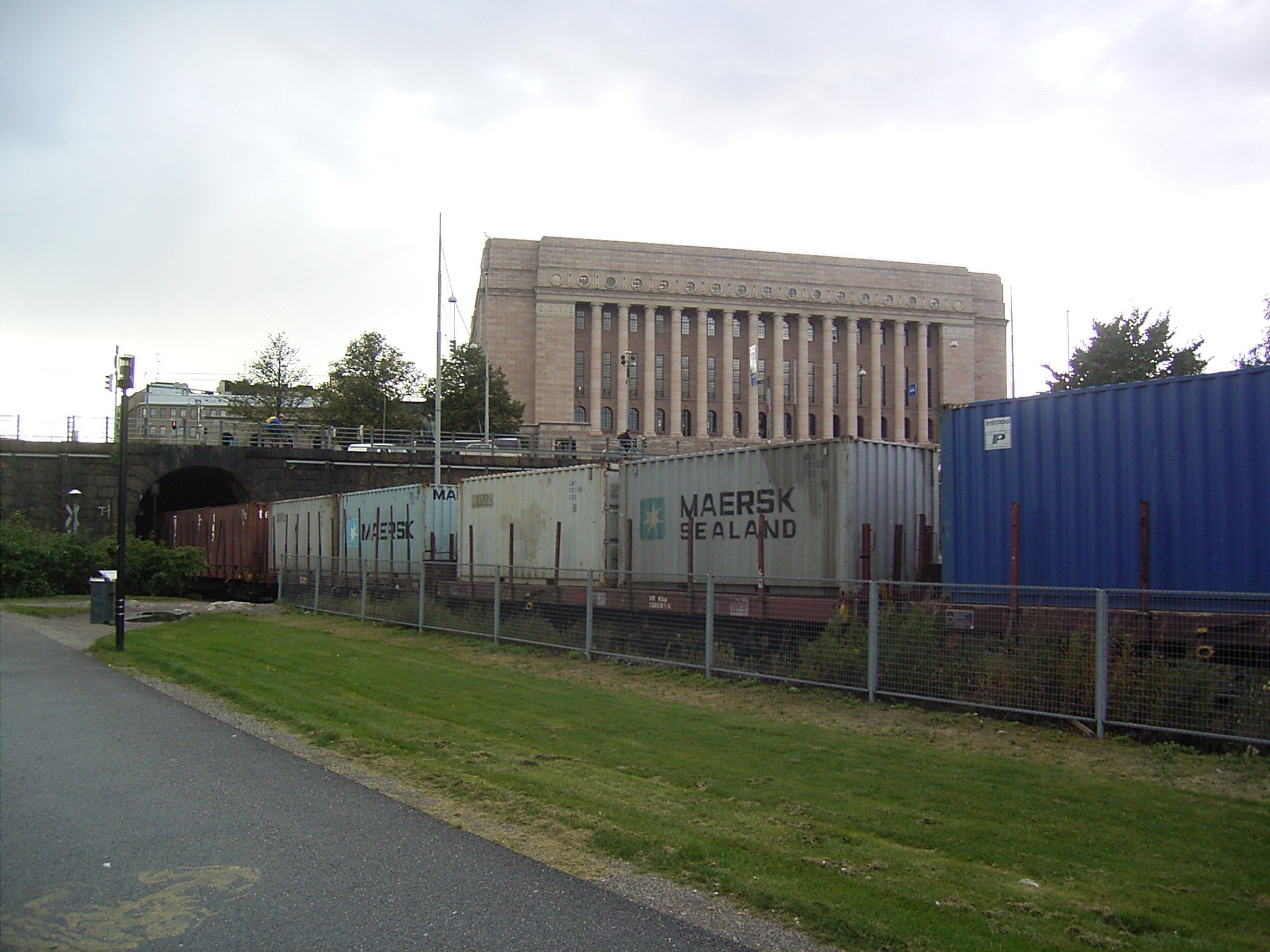
Eduskuntatalo in Helsinki
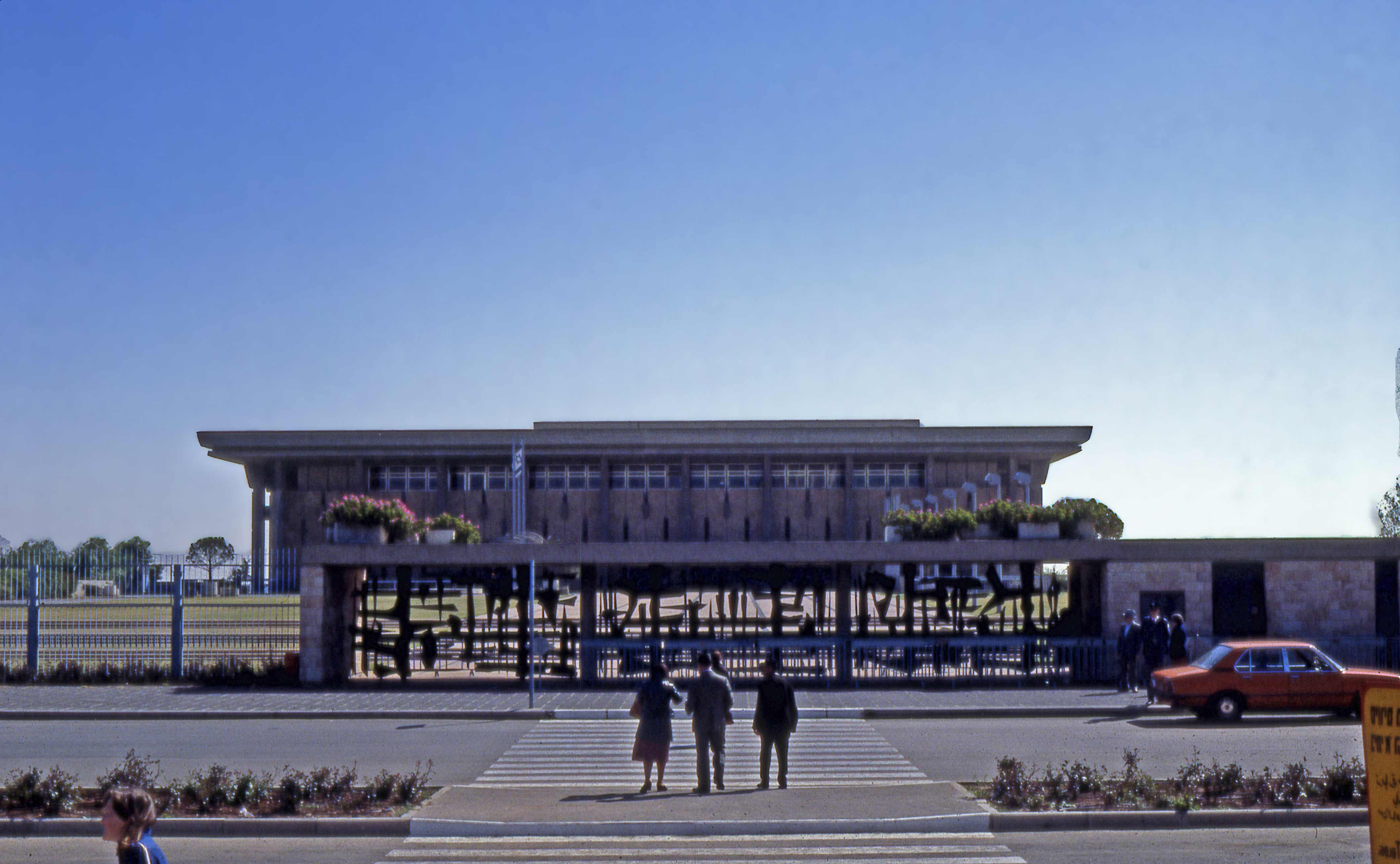
Knesset in Jerusalem
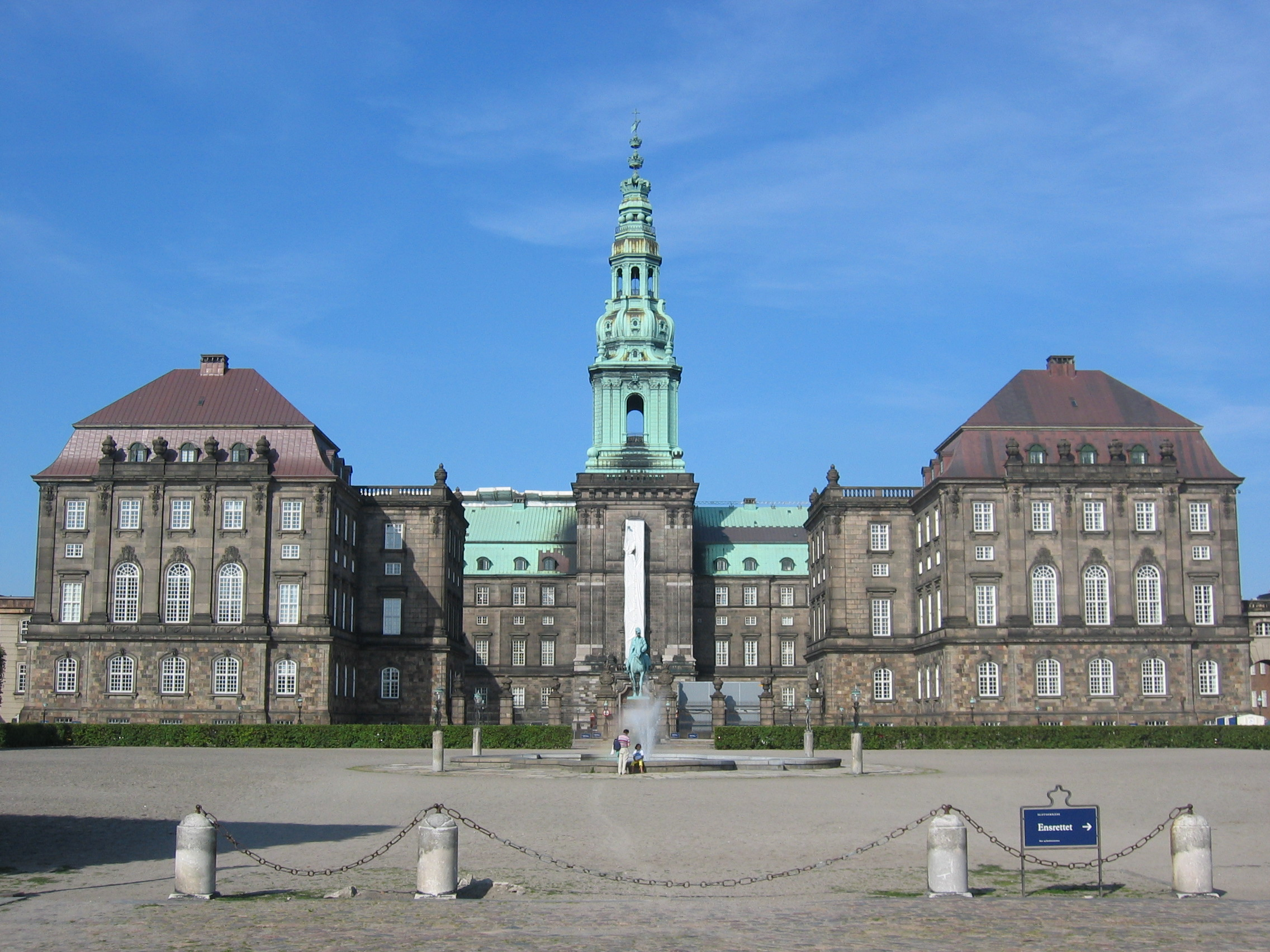
Christiansborg in Kopenhagen
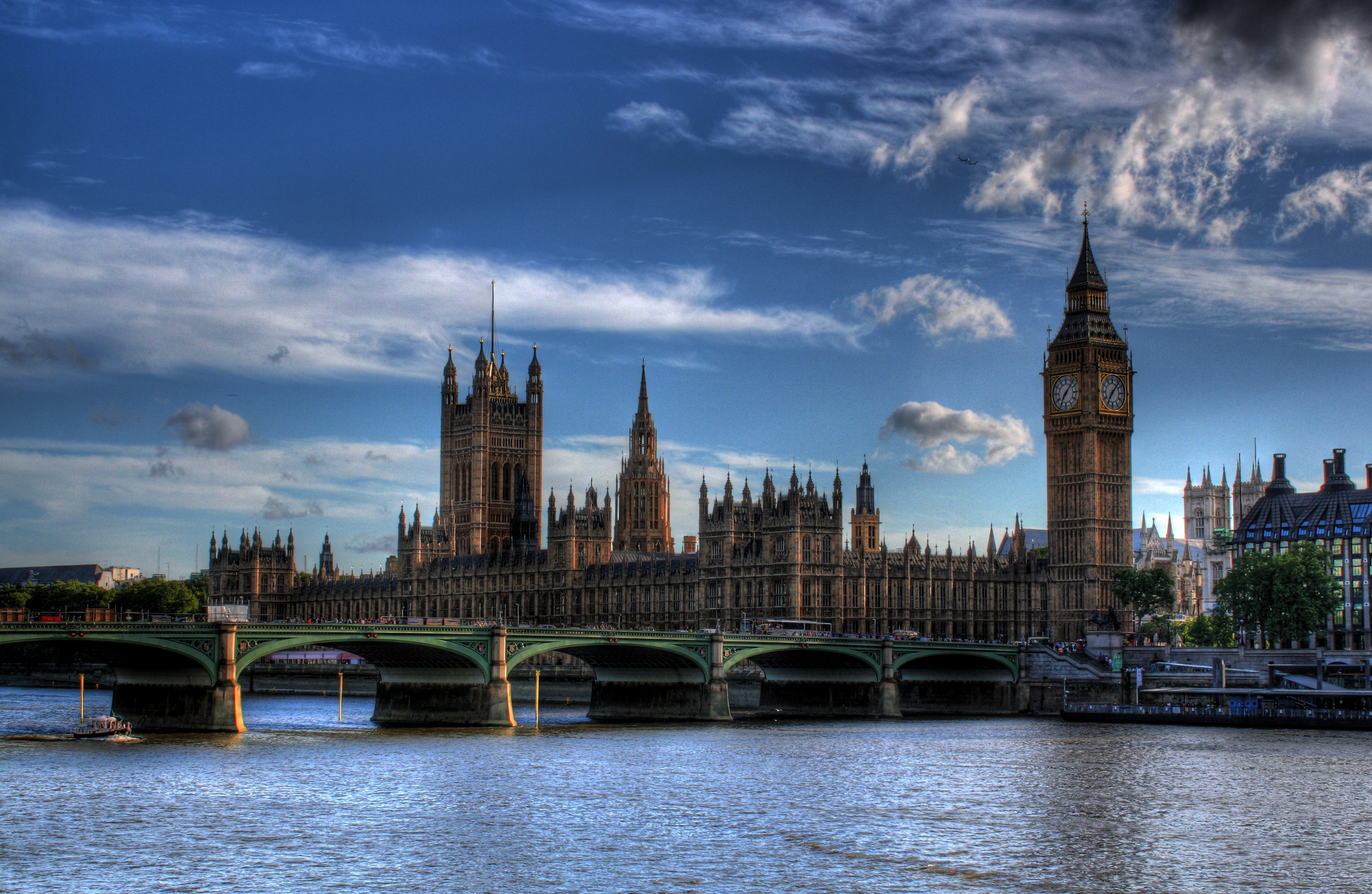
Palace of Westminster in London
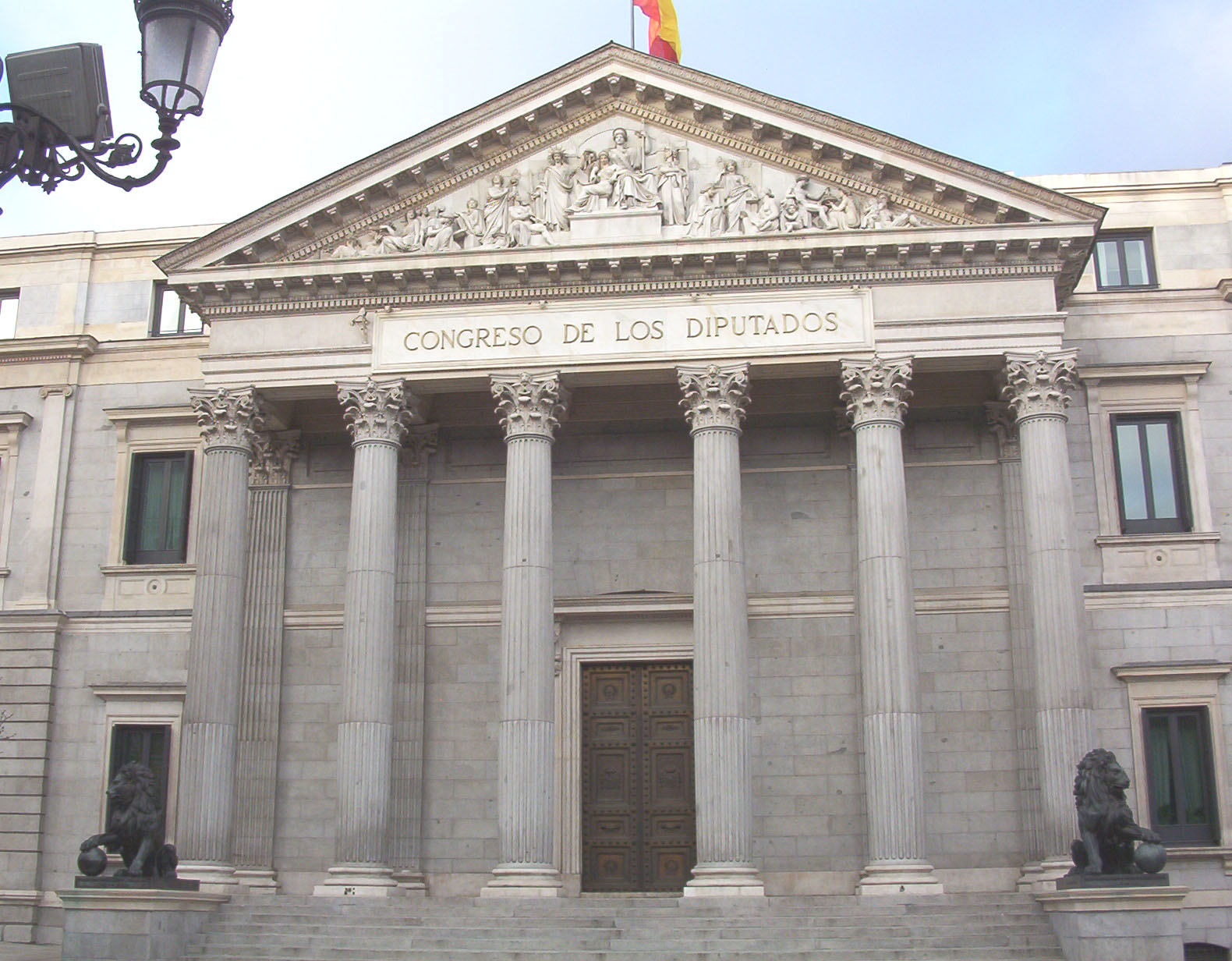
Palacio de las Cortes in Madrid
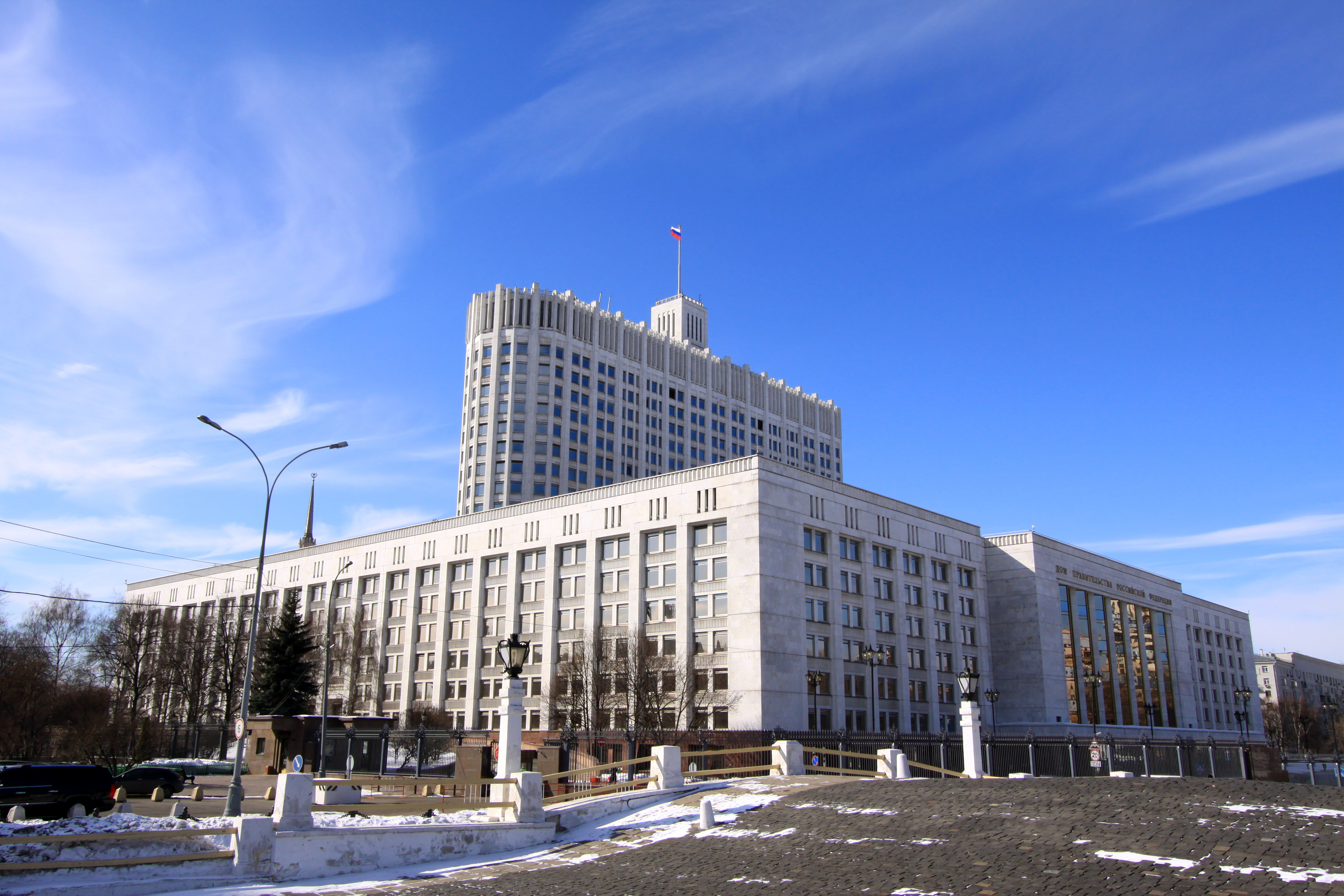
Weißes Haus in Moskau
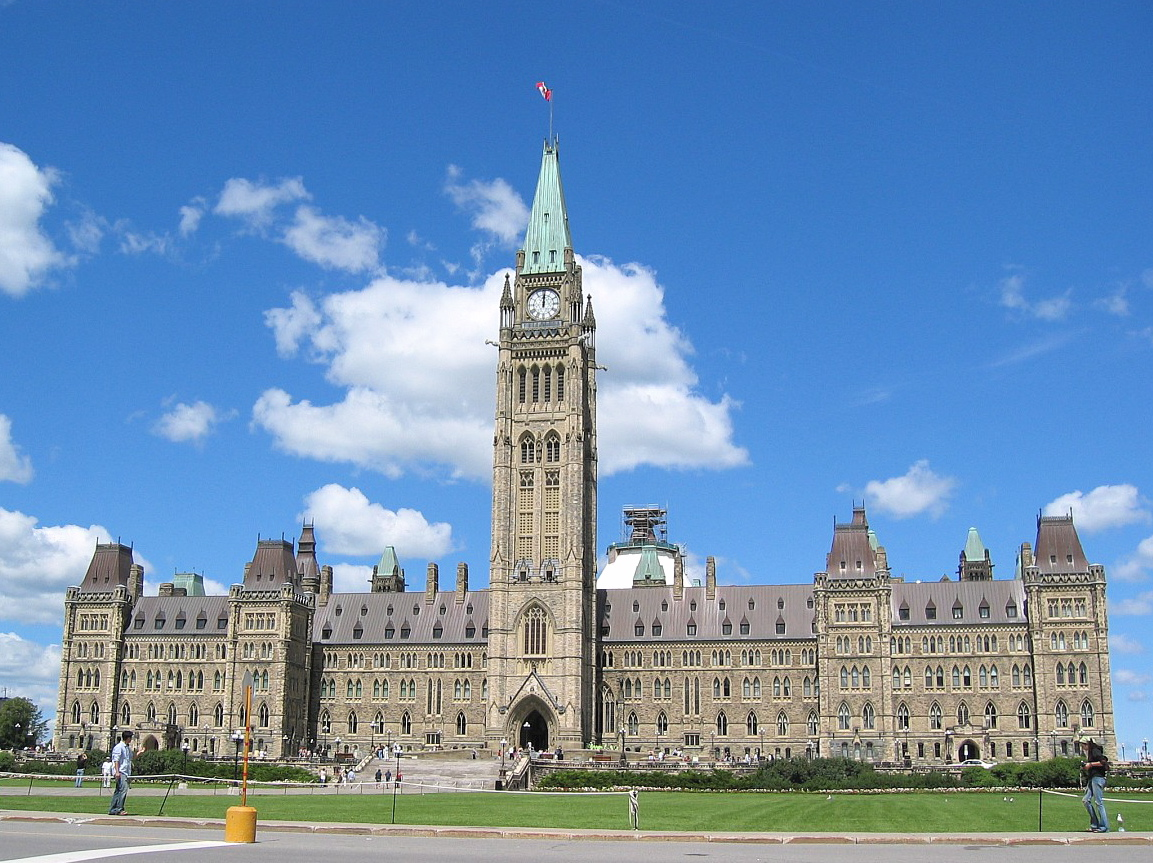
Kanadisches Parlament in Ottawa
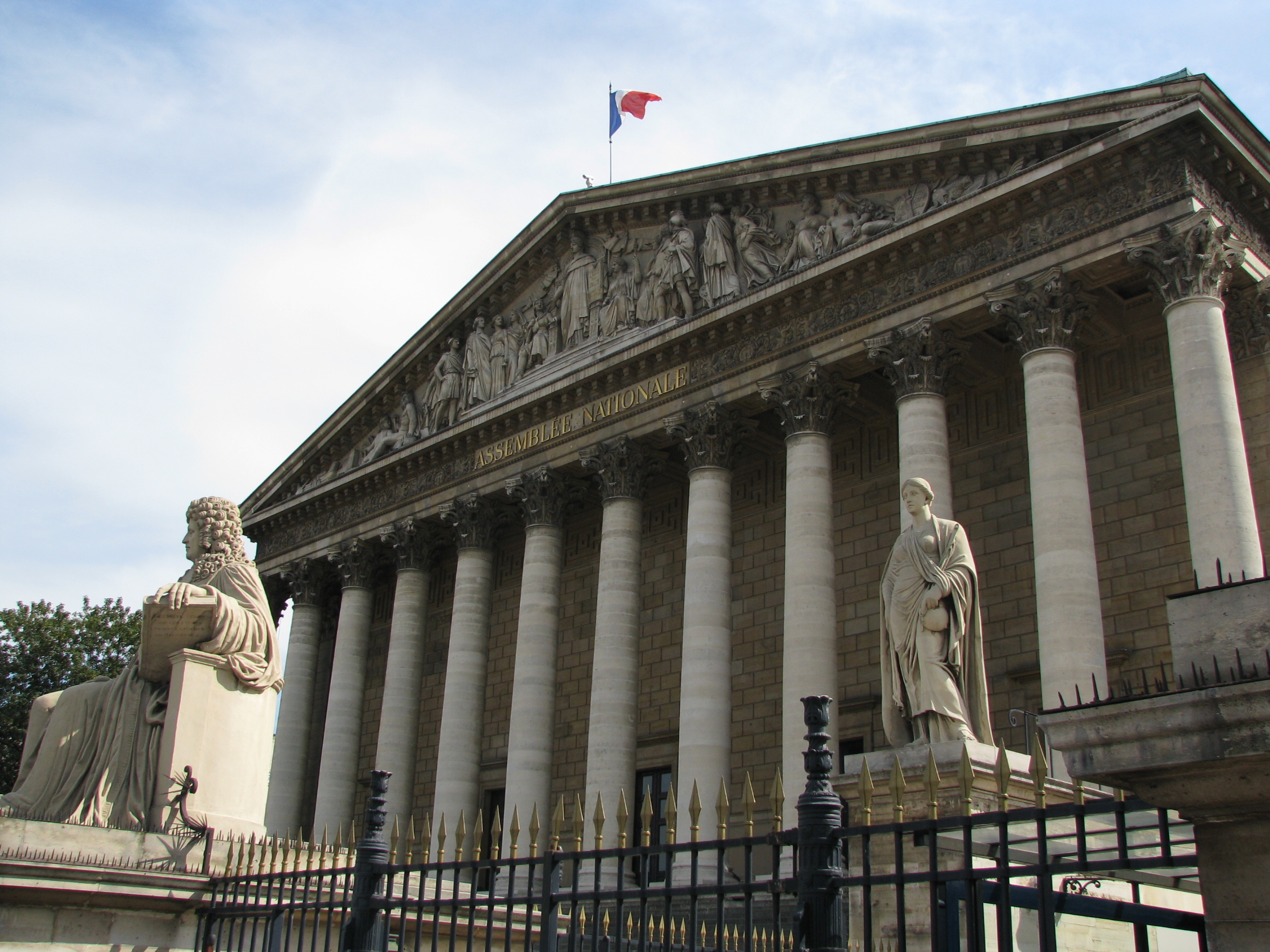
Palais Bourbon in Paris
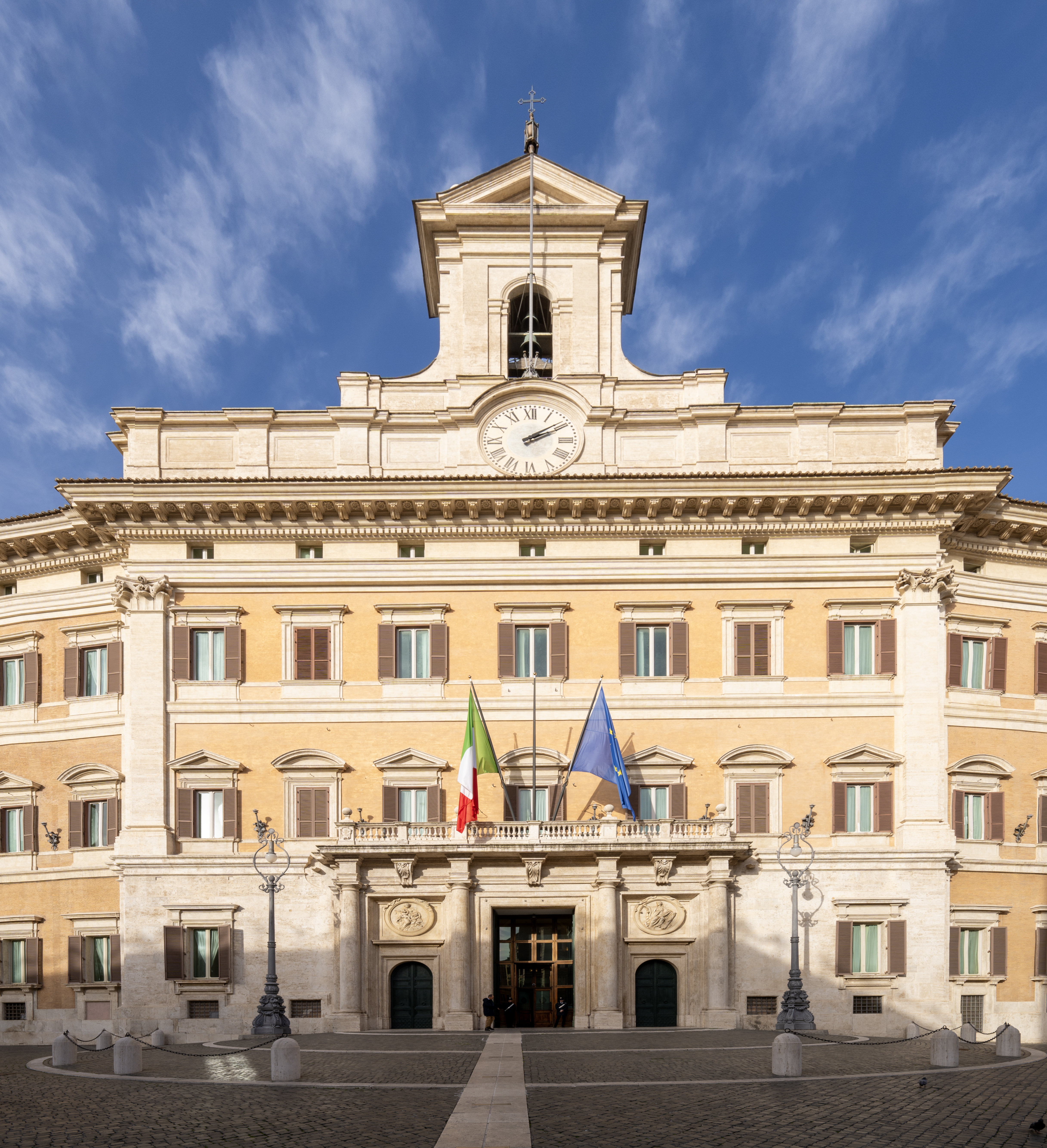
Palazzo Montecitorio in Rom
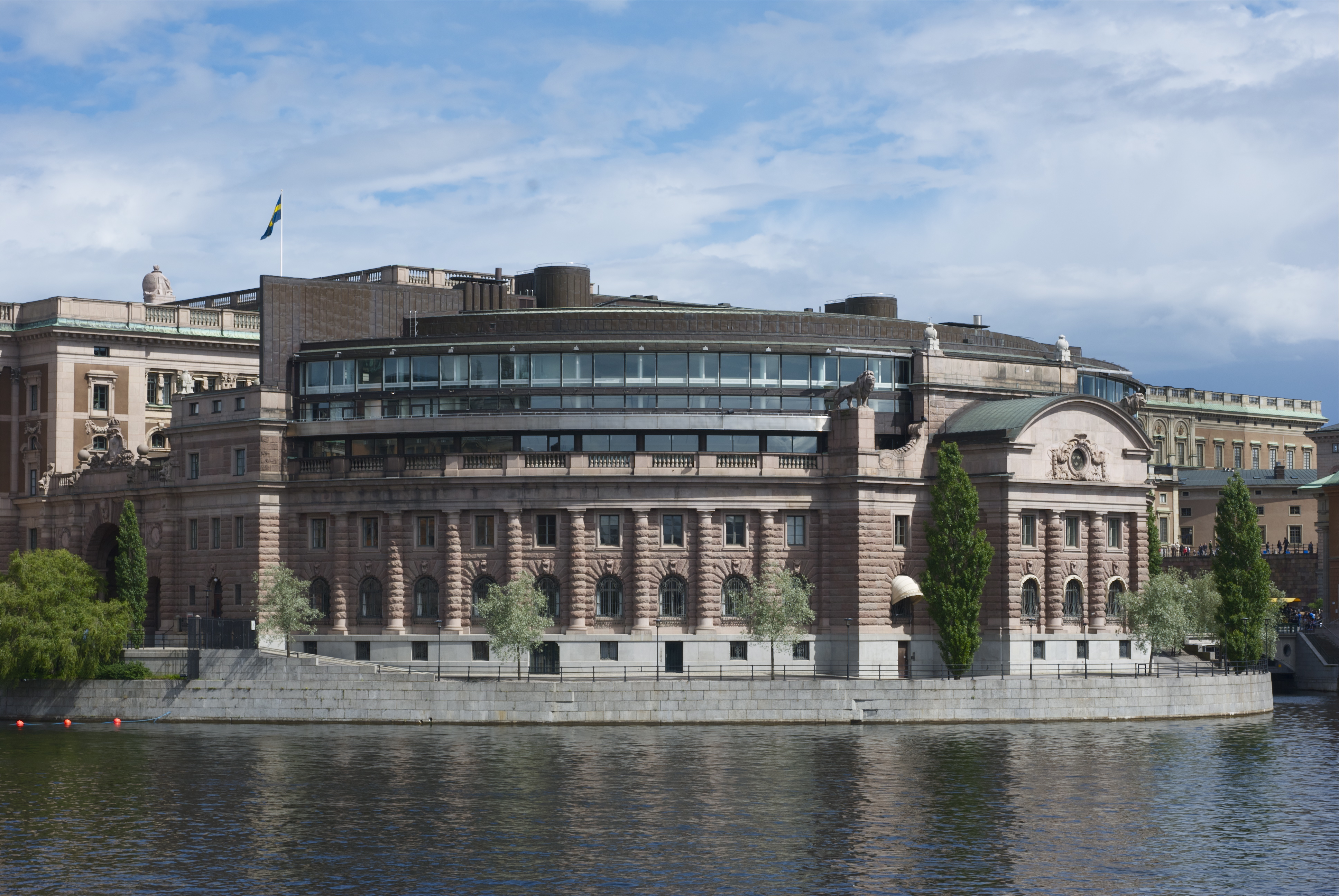
Riksdagshuset in Stockholm
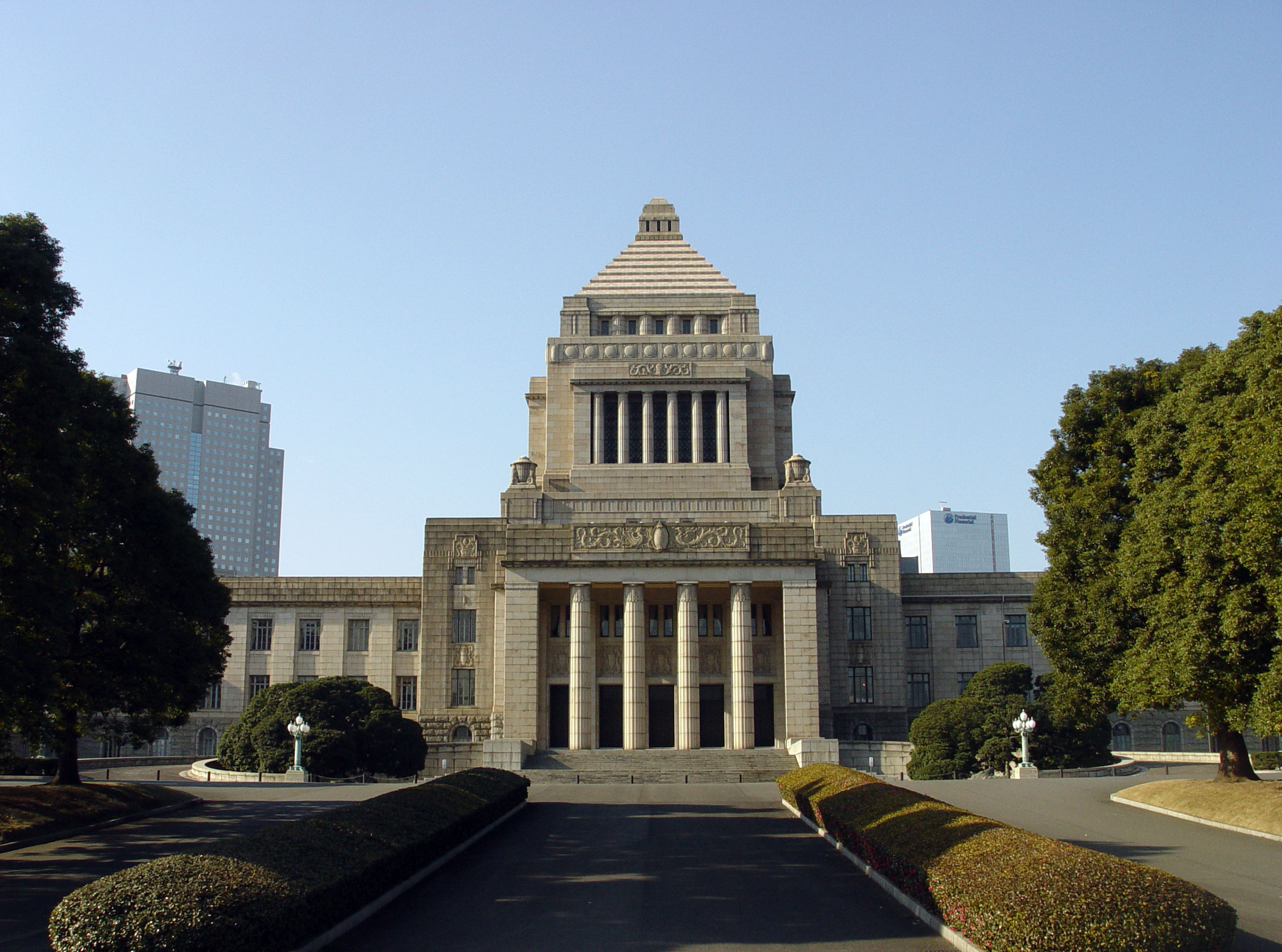
Kokkai-gijidō in Tokio
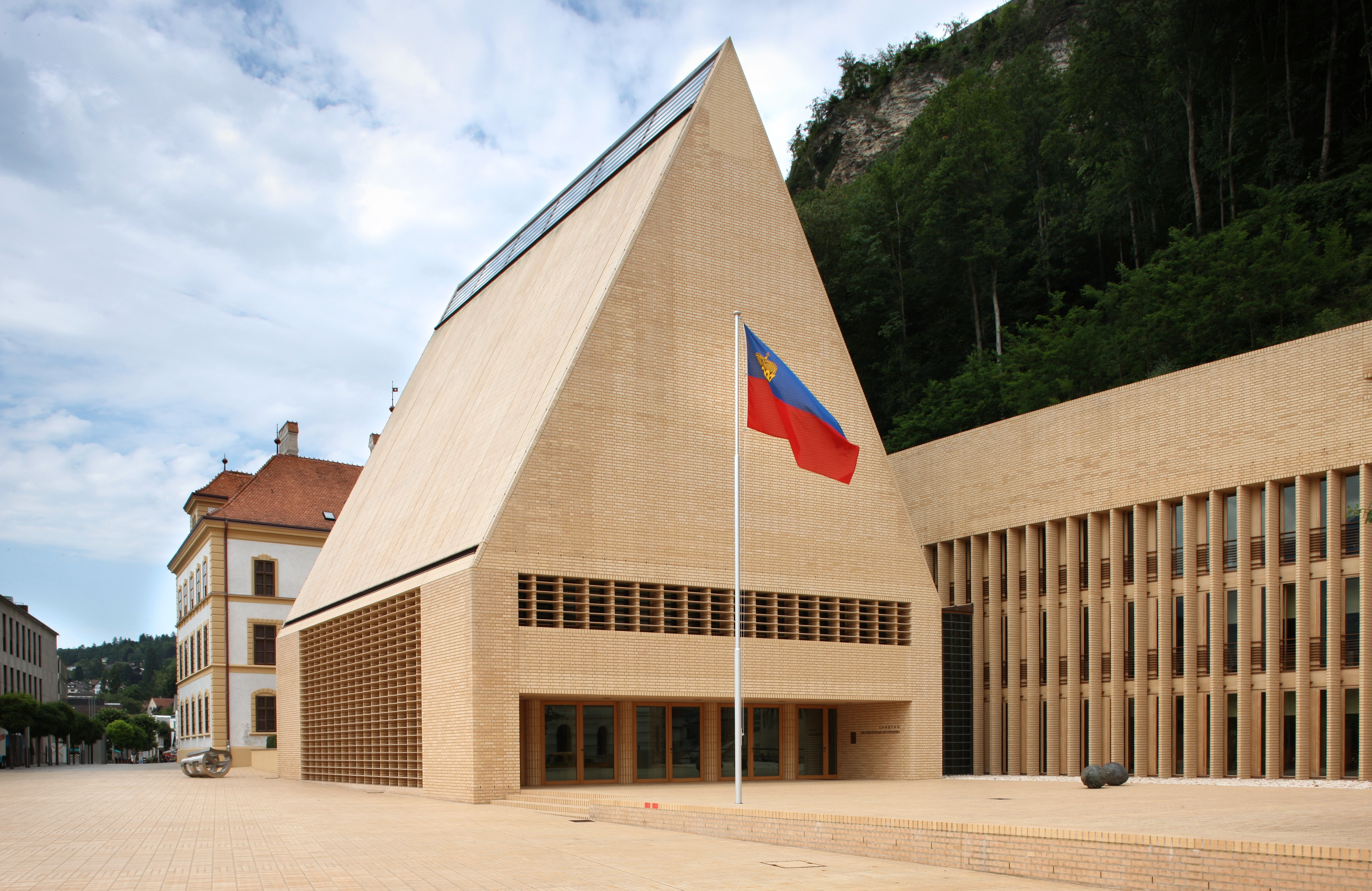
Landtagsgebäude in Vaduz
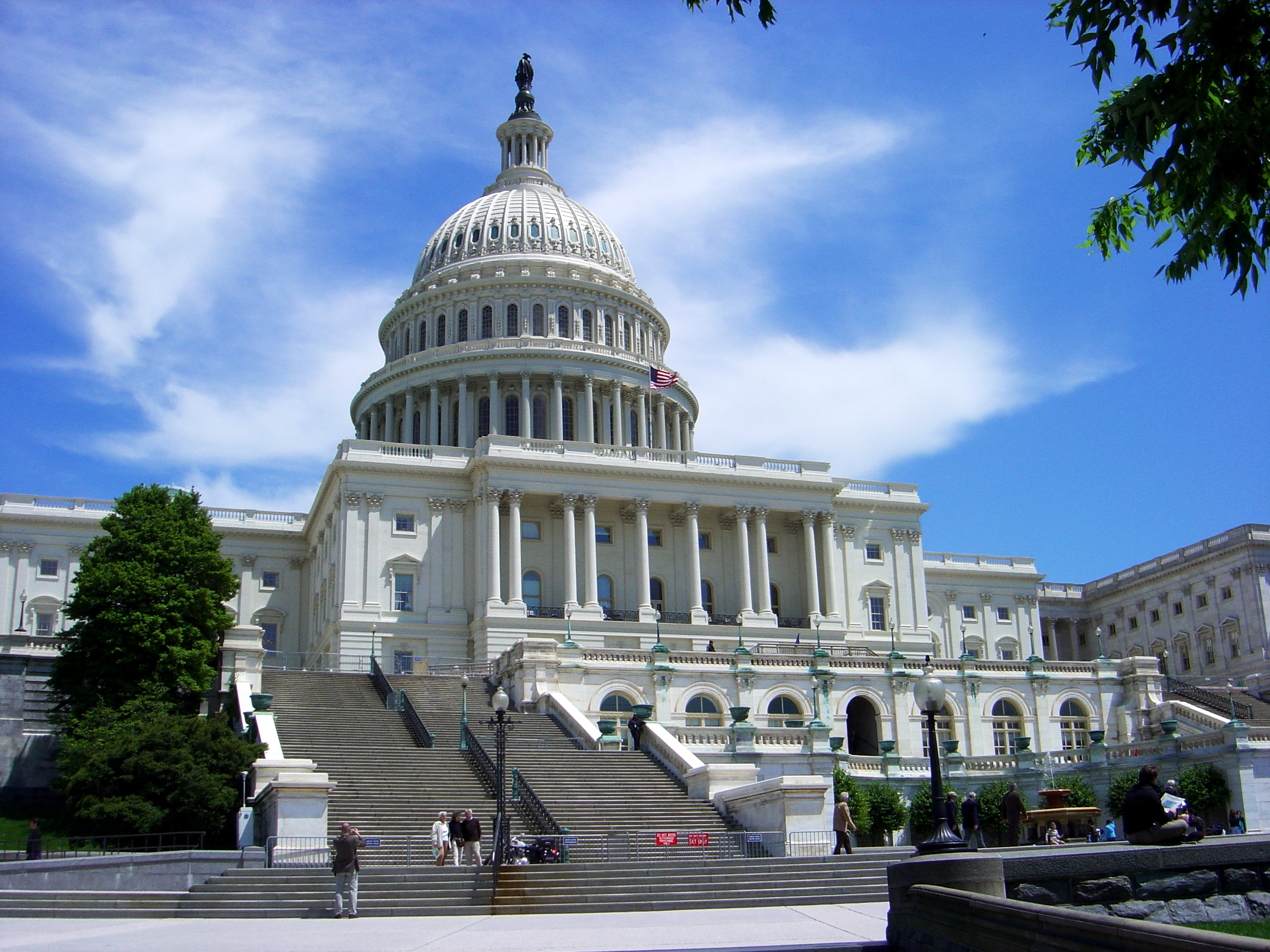
Kapitol in Washington, D.C.
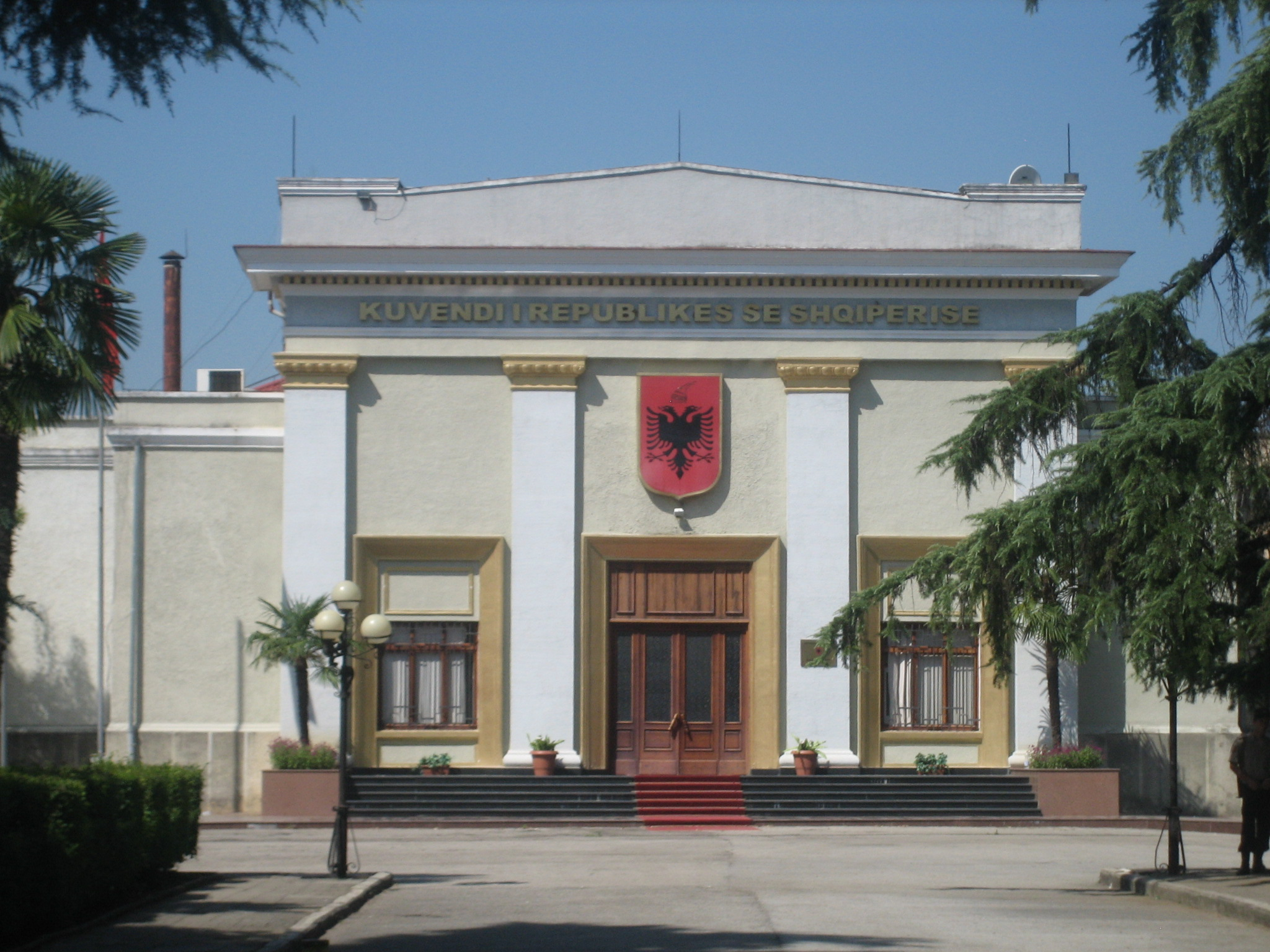
будівля Народних зборів Албанії, Тирана
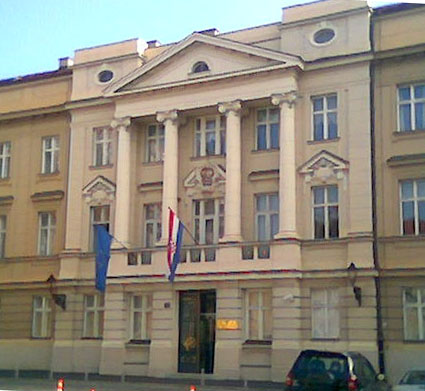
Sabor in Zagreb
Будівля Верховної Ради в Києві